# 勃起の硬さスケール
勃起の硬さスケール (EHS; Erection Hardness Score) とは、勃起時の陰茎の硬さを自己申告によって評価するために使用される単一項目のリッカート尺度である。グレード0（陰茎は大きくならない）からグレード4（陰茎は完全に硬く、硬直している）までの範囲である。1998年に開発された勃起の硬さスケールは臨床試験で広く使用されており、適用の容易さと性機能の成績との強い関連性が認められている。様々な勃起不全の原因や、ホスホジエステラーゼ5型（PDE5）阻害薬（シルデナフィル）の投与を受けている患者において検証され、強固な心理測定学的特性と治療に対する高い反応性を示している。

## 概要
勃起の硬さは勃起不全（ED）の重要な指標であり、通常は触覚的方法で評価される。勃起の硬さスケールは、勃起した陰茎の硬さを5段階で測定するシンプルで有効な自己申告式のツールであり、勃起時の陰茎の硬さが膣への挿入（膣性交）に充分であるかどうかを、グレード0（陰茎は大きくならない）、グレード1（陰茎は大きくなるが、硬くはない）、グレード2（陰茎は硬いが、挿入に十分なほどではない）、グレード3（陰茎は挿入には十分硬いが、完全には硬くはない）、グレード4（陰茎は完全に硬く、硬直している）の5段階で表される。この尺度は患者の主観的評価に基づいており、勃起の硬さを段階として評価するものであるが、より定量的なアプローチにより、客観性と正確性を高めることができる。2020年現在、勃起の硬さスケールは勃起の硬さを評価するために臨床現場で使用されている主要な方法である。
| グレード | 説明                                         |
| -------- | -------------------------------------------- |
| 0        | 陰茎は大きくならない                         |
| 1        | 陰茎は大きくなるが、硬くはない               |
| 2        | 陰茎は硬いが、挿入に十分なほどではない       |
| 3        | 陰茎は挿入には十分硬いが、完全には硬くはない |
| 4        | 陰茎は完全に硬く、硬直している               |

## 心理測定学的特性
勃起の硬さスケールは、信頼性と妥当性を維持しつつ、勃起機能の評価を簡略化するために開発された。これは、勃起の硬さをグレード0（陰茎は大きくならない）からグレード4（陰茎は完全に硬く、硬直している）で測定する単一項目の尺度である。
この尺度は適用が容易で安定した単一項目の自己申告成績であり、治療に対する反応性も高い。。国際勃起機能スコア（IIEF; International Index of Erectile Function）と比較して、EDの診断能力や再現性の高さ、許容可能な回答の質と分布、および勃起機能の正常と障害を効果的に診断することによる既知群の妥当性が実証されている。また、IIEFおよびQEQ (Quality of Erection Questionnaire) の評価領域と中程度から強い収束妥当性を示した。心理測定学的分析により、臨床研究において勃起の硬さを評価するためのシンプルで信頼性が高く、有効なツールとして使用が支持されている。
『Urology』誌に掲載された2023年の研究では、マスターベーション時の勃起の硬さスケールが、器質性勃起不全を診断するために夜間陰茎勃起現象の検査と比較・評価された。189人の患者において、勃起の硬さスケールは感度60.0％、特異度95.7％、ROC曲線のAUC 0.78を示し、器質性EDと非器質性EDの鑑別に有効であることが示された。勃起の硬さスケールがグレード3（陰茎は挿入には十分硬いが、完全には硬くはない）からグレード4（陰茎は完全に硬く、硬直している）であれば、勃起機能は良好から最適であることを示し、器質性EDの可能性が低いことを示唆し、夜間勃起検査の必要性を減らすことができる。
『Journal of Sexual Medicine』誌に掲載された2008年の研究では、勃起不全の男性307人が参加したシルデナフィルの多国籍臨床試験のデータを用いて、勃起の硬さスケールと性交完遂 (SSI) との関係が評価された。その結果、より硬く勃起するほど性交完遂率が有意に上昇し、グレード3の60パーセントからグレード4では93.1パーセントに達した。シルデナフィルの効果は、勃起の硬さに対する影響を通じて性交完遂を大きく左右した。これらの知見は、勃起の硬さスケールが勃起硬度を評価するための有効かつ信頼性の高い、臨床的に有用な尺度であることを支持するものである。

## 批評と制約
勃起の硬さスケールは簡単で便利であるが、主観的で半定量的であることに変わりはない。2020年現在、陰茎の勃起の硬さを客観的かつ定量的に評価する方法は存在しない。
勃起の硬さスケールは主にシルデナフィルの研究で検証されたものであるが、より広範な検証研究がないため、その一般的な適用可能性には懸念が生じている。この尺度はIIEFと比較して、予測妥当性と反応性に限界を呈している。EDを検出する能力は高いが、将来の結果を予測したり、経時的な微妙な変化を検出したりする能力はあまり高くない。これは、単項目尺度特有の限界や、実施された研究の特殊な背景（治療環境や集団が異なることが多い）によるものであろう。勃起の硬さスケールは使い方が簡単であることは利点であるが、勃起機能の微妙な変化を検出する能力やさまざまな臨床場面での有効性については、さらなる研究が必要である。
2014年に『Journal of Sexual Medicine』誌に掲載された研究では、アルプロスタジルの投与による治療を受けた根治的前立腺摘除術後の勃起不全男性75人のコホートにおいて、勃起の硬さスケールを評価した。その結果、勃起の硬さスケールは良好な心理測定学的特性を示したが、予測妥当性や経時的変化への反応性には限界があり、臨床経過観察に使用する際には考慮する必要があることがわかった。